# Ornella Vanoni
Pour les articles homonymes, voir Vanoni.
Ornella Vanoni, née le 22 septembre 1934 à Milan, est une chanteuse et actrice italienne.
Elle est l'une des artistes italiennes avec la plus longue carrière : active depuis 1956, avec la publication d'environ 112 œuvres (y compris des albums, des EP et des collections), elle est considérée comme l'une des plus grandes interprètes de la variété italienne, ainsi que l'une des chanteuses les plus vendues avec plus de 65 millions de disques.

## Biographie
Née à Milan le 22 septembre 1934, Ornella Vanoni commence sa carrière comme actrice de théâtre en 1960, jouant des rôles dans des pièces de Bertolt Brecht sous la direction de Giorgio Strehler au Piccolo Teatro di Milano. Elle est aussi chanteuse de chansons populaires de la Malavita Milanaise.
Le succès arrive en 1961 avec Senza fine et Che cosa c'è de Gino Paoli, et en 1964 quand elle remporte le Festival della canzone Napoletana avec le morceau Tu si na cosa grande. Les années suivantes, elle participe au Festival de Sanremo avec Abbracciami forte (1965), Io ti darò di più (1966), La musica è finita (1967), Casa bianca (1968), et Eternità (1970).
Au début des années 1970, elle connait plusieurs grands succès avec Una ragione di più, Domani è un altro giorno, et L'appuntamento, reprise de la brésilienne Sentado à beira do caminho de Erasmo & Roberto Carlos.
En 1971, elle enregistre une version italienne du Déserteur de Boris Vian, Il Disertore. À cette époque commence une amitié artistique avec Vinícius de Moraes et Toquinho qui donnera naissance au LP La voglia, la pazzia, l'incoscienza e l'allegria en 1976. Ce sont ensuite au cours des années 1980 les LP Ricetta di donna, 2301 parole et Uomini.
Au début des années 1990, elle commence à collaborer avec Mario Lavezzi (Insieme, 1985 en duo avec Gino Paoli, Stella nascente et Piccoli Brividi). Avec la chanson Alberi, elle participe au Festival de Sanremo de 1999.
En 2001, elle publie deux LP avec ses succès des années 1960 et 1970. En 2004, elle retrouve, vingt ans après leur première collaboration, Gino Paoli avec le disque Ti ricordi? No, non mi ricordo... (Tu te rappelles ? Non, je ne me rappelle pas…).
Ornella Vanoni est aussi une actrice de cinéma et présentatrice de télévision.

## Discographie

### Albums
- 1961 - Ornella Vanoni (1961)
- 1963 - Le canzoni di Ornella Vanoni
- 1965 - Caldo
- 1966 - Ornella
- 1967 - Ornella Vanoni
- 1968 - Ai miei amici cantautori
- 1969 - Io sì - Ai miei amici cantautori vol.2
- 1970 - Appuntamento con Ornella Vanoni
- 1971 - Ah! L'amore l'amore, quante cose fa fare l'amore! (Live)
- 1972 - Un gioco senza età
- 1973 - Dettagli
- 1973 - Ornella Vanoni e altre storie
- 1974 - Quei giorni insieme a te
- 1974 - A un certo punto
- 1974 - La voglia di sognare
- 1975 - Uomo mio bambino mio
- 1976 - La voglia la pazzia l'incoscienza l'allegria
- 1976 - Amori miei
- 1976 - Più
- 1976 - Canzoni da films (avec la pièce La canzone di Leonardo)
- 1977 - Io dentro
- 1977 - Io fuori
- 1978 - Vanoni
- 1979 - Oggi le canto così, vol.1
- 1980 - Meu Brasil
- 1980 - Oggi le canto così, vol.2 Paoli e Tenco
- 1980 - Ricetta di donna
- 1981 - Duemilatrecentouno parole
- 1982 - Oggi le canto così, vol.3 Le canzoni della mala
- 1982 - Oggi le canto così, vol.4
- 1983 - Uomini
- 1985 - Insieme - Ornella Vanoni et Gino Paoli (Live)
- 1986 - Ornella &...
- 1987 - O
- 1989 - Il giro del mio mondo
- 1990 - Quante storie
- 1992 - Stella nascente
- 1993 - In più - 17 canzoni che vi ricanterei (avec la pièce Piccoli brividi)
- 1995 - Io sono come sono...
- 1995 - Sheherazade
- 1997 - Argilla
- 1999 - Adesso (Live)
- 2001 - Ornella Vanoni Live@RTSI (Live)
- 2001 - Un panino una birra e poi...
- 2001 - E poi...la tua bocca da baciare
- 2002 - Sogni proibiti
- 2003 - Noi, le donne noi
- 2004 - Ti ricordi? No non mi ricordo - Ornella Vanoni et Gino Paoli
- 2005 - VanoniPaoli Live - Ornella Vanoni et Gino Paoli (Live)
- 2007 - Una bellissima ragazza
- 2008 - Più di me
- 2009 - Più di te
- 2010 - Live al Blue Note (double album Live)
- 2013 - Meticci (Io mi fermo qui)
- 2018 - Un pugno di stelle
- 2021 - Unica

### 45 tours
- 1958 - Sentii come la vosa la sirena / Canto di carcerati calabresi
- 1959 - Hanno ammazzato il Mario / La zolfara
- 1959 - Ma mi... / Le mantellate
- 1960 - Ballata di Chessman / Ma mi
- 1960 - Me in tutto il mondo / Però, ti voglio bene
- 1961 - Senza fine / Se qualcuno ti dirà
- 1961 - Un jour tu verras / Per te
- 1961 - Cercami / Un grido
- 1961 - Quando dormirai / Le piace Brahms?
- 1962 - Me in tutto il mondo /  Un jour tu verras
- 1962 - Anche se / Attento a te
- 1962 - C'eri anche tu / Ricorda
- 1962 - Mario / Coccodrillo
- 1963 - Roma nun fa la stupida stasera / È l'omo mio
- 1963 - Che cosa c'è / La fidanzata del bersagliere
- 1964 - Siamo pagliacci / Domani ti sposi
- 1964 - Poco solo / I giorni dell'amore
- 1964 - Tu sì 'na cosa grande / Ammore mio
- 1964 - Non dirmi niente / Se non avessi incontrato te
- 1965 - Abbracciami forte / Non voglio più
- 1965 - Caldo / Giochiamo a stare al mondo
- 1965 - Tu mi hai baciato l'altra sera / Apro gli occhi per non vederti
- 1965 - Non dimenticar (le mie parole) / Fra tanta gente
- 1966 - Io ti darò di più / Splendore nell'erba
- 1966 - Questo è il momento / Tutta la gente del mondo
- 1966 - Gente / Finalmente libera
- 1966 - Per chi non lo sa / Solamente noi
- 1967 - La musica è finita / Un uomo
- 1967 - Ti saluto ragazzo / Un uomo, una donna
- 1967 - Tristezza / Il mio posto qual è
- 1967 - Cordialmente / Amai
- 1967 - Ninna nanna di Rosemary / E figurati se...
- 1967 - Senza di te / Ore d'amore
- 1967 - Non finirà / Un'ora sola ti vorrei
- 1968 - Casa Bianca / Serafino
- 1968 - Quando sei triste prendi una tromba e suona / Finisce qui
- 1968 - Sono triste / Io sono come sono
- 1969 - Una ragione di più / Quando arrivi tu
- 1969 - Mi sono innamorata di te / Ritornerai
- 1969 - In questo silenzio / Il mio coraggio
- 1969 - Mi piaci mi piaci / Quale donna vuoi da me?
- 1969 - Uno di qua, l'altro di là / Serafino
- 1970 - Eternità / Sto con lui
- 1970 - L'appuntamento / Uomo, uomo
- 1971 - Io sì / Anonimo veneziano
- 1971 - Le mantellate / Il disertore
- 1971 - Domani è un altro giorno / C'è qualcosa che non sai
- 1971 - Il tempo d'impazzire / Variante
- 1972 - Che barba amore mio / Il mio mondo d'amore
- 1972 - Parla più piano / Il padrino
- 1972 - Ma come ho fatto / La casa nel campo
- 1972 - Io, una donna / E così per non morire
- 1972 - Parla più piano / Quei giorni insieme a te
- 1973 - Dettagli / Pazza d'amore
- 1973 - Sto male / Superfluo
- 1974 - Non so più come amarlo / C'è qualcosa che non sai
- 1974 - Stupidi / La gente e me
- 1974 - La voglia di sognare / Guardo, guardo e guardo
- 1975 - Se dovessi cantarti / Alibi
- 1975 - Uomo mio, bambino mio / Canta canta
- 1976 - Non sai fare l'amore / Fili
- 1976 - Più / Dimmi almeno se
- 1977 - Domani no / Ti voglio
- 1978 - Gli amori finiti / Noi
- 1979 - Vorrei darti / Eccola qui
- 1980 - Innamorarsi / Il telefono

### CD
- 2007 - Gli amanti
- 2008 - Solo un volo (avec Eros Ramazzotti)

### DVD
- 1982 - Ornella Vanoni live @ rtsi
- 2005 - Vanoni e Paoli live

### Discographie étrangère
- 1975 - Hasta un cierto punto (en Argentine)
- 1976 - Más (pour les pays hispanophones)
- 1977 - Album (pour les pays francophones)
- 1982 - Licht und schatten (en Allemagne)

## Filmographie
- 1961 : Romulus et Rémus (Romolo e Remo) de Sergio Corbucci
- 1962 : Par le fer et par le feu (Col ferro e col fuoco) de Fernando Cerchio
- 1963 : Canzoni in bikini de Giuseppe Vari
- 1964 : Amori pericolosi de Carlo Lizzani
- 1964 : I ragazzi dell'Hully Gully de Carlo Infascelli et Marcello Giannini
- 1966 : Per un pugno di canzoni de José Luis Merino
- 1969 : Cabaret d'Ugo Rosselli
- 1979 : I viaggiatori della sera d'Ugo Tognazzi
- 2008 : Il cielo sotto la polvere de Sergio Mascheroni
- 2015 : Ma che bella sorpresa (it) d'Alessandro Genovesi
- 2021 : 7 donne e un mistero d'Alessandro Genovesi
- L'utilisation de "L'Appuntamento" dans le film Ocean's 13 en 2007 a cependant permis de faire redécouvrir la chanson à un public plus large.

## Décorations
2e classe / Grand officier : Grande Ufficiale Ordine al Merito della Repubblica Italiana (4 975), proposée par le President de la Republique, 2 juin 1993